# 2MASS J11383308+6740403
2MASS J11383308+6740403 ist ein etwa 100 Parsec von der Erde entfernter Brauner Zwerg im Sternbild Drache. Er wurde 2002 von Suzanne L. Hawley et al. entdeckt. Er gehört der Spektralklasse L0 an.